# NGC 2369
NGC 2369 is een balkspiraalstelsel in het sterrenbeeld Kiel. Het hemelobject werd op 26 december 1834 ontdekt door de Britse astronoom John Herschel. Het bevindt zich in de buurt van NGC 2369A en NGC 2369B.

## Synoniemen
- ESO 122-18
- AM 0716-621
- IRAS07160-6215
- PGC 20556